# Kfar Tavor
Kfar Tavor (Hebreeuws: כְּפַר תַּבוֹר) is een gemeente in het Noordelijke district van Israël. Kfar Tavor werd gesticht in 1901 en telde in 2015 3795 inwoners op een oppervlakte van 1,231 km².

## Geboren in Kfar Tavor
- Yigal Allon (1918-1980), minister van buitenlandse zaken en vicepremier